# فاصله کانونی عدسی

نقطه کانونی F و فاصله کانونی f یک لنز مثبت (محدب)، یک لنز منفی (مقعر)، یک آینه مقعر و یک آینه محدب است.

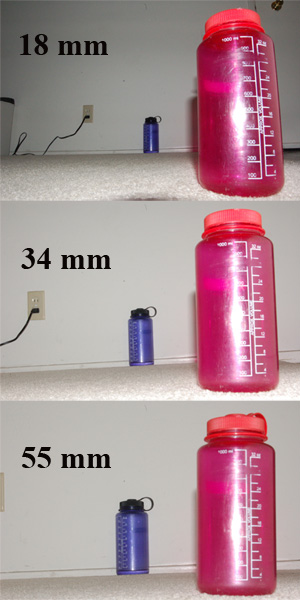
تفاوت فاصله کانونی در دور و نزدیک شدن سوژه

فاصله کانونی (به انگلیسی: Focal length): در سیستم‌های نوری مثل عدسی دوربین‌های عکاسی، به میزان همگرایی (فوکوس) یا واگرایی (دیفیوز) شدن پرتوهای نور گفته می‌شود. هر چه فاصله کانونی، کوتاه‌تر باشد، قدرت و تمرکز نور بیشتر و هر چه فاصله کانونی بلندتر باشد، قدرت و تمرکز نور کمتر می‌شود.

## عدسی‌های تقریباً نازک
در عدسی‌های نازک، فاصله کانونی، فاصله بین مرکز لنز تا نقطه کانونی لنز است. در عدسی محدب یا همگرا‌کننده نور، فاصله کانونی، مثبت بوده و به فاصله‌ای گفته می‌شود که پرتوهای موازی نور در یک نقطه مشترک به هم می‌رسند. در عدسی مقعر یا واگرا‌کننده نور، فاصله کانونی، منفی بوده و به فاصله‌ای گفته می‌شود که پرتوهای موازی نور شروع به واگرایی و جدا شدن از هم می‌نمایند.
همچنین می‌توان گفت، فاصله کانونی در عدسی‌های محدب، فاصله بین نقطه کانونی تا مرکز عدسی است و در این فاصله شعاع‌های نور موازی‌ای که به سطح عدسی تابیده می‌شوند پس از عبور از آن در نقطه کانونی جلوی عدسی به هم می‌رسند و از این رو گفته می‌شود که فاصله کانونی در عدسی‌های محدب، مثبت است.
در عدسی‌های مقعر یا واگرا کننده نور، نقطه کانونی در پشت عدسی یعنی در همان سمتی که پرتوهای نور به عدسی تابیده می‌شوند تشکیل شده و شعاع‌های موازی نور پس از تابیده شدن به سطح عدسی پس از عبور از آن در جلوی عدسی از هم جدا شده و واگرایی روی می‌دهد. از این رو گفته می‌شود که فاصله کانونی در عدسی‌های مقعر، منفی است.

## عکاسی
فاصله کانونی، به فاصلهٔ مرکز اپتیکی لنز و مرکز کانونی آن گفته می‌شود. این فاصله معمولاً برابر با فاصله مرکز اپتیکی و سنسور است و تغییر فاصله کانونی باعث افزایش یا کاهش بزرگنمایی می‌شود.
فاصله کانونی عدسی یک لنز عکاسی عبارت است از فاصلهٔ کانونی لنز وقتی که روی فاصلهٔ بسیار دور (بینهایت) تنظیم شده باشد. هنگام زوم روی یک شیء فاصله کانونی عوض می‌شود و هر چه شیء دورتر باشد، فاصلهٔ کانونی بیشتر می‌شود. در شرایط یکسان عکسی که با فاصله کانونی کمتر گرفته شده باشد، کیفیت بهتری دارد. هر چه فاصله کانونی عدسی بیشتر شود زاویه دید محدودتر خواهد شد. فاصله میان لنز تا نقطهٔ کانونی فاصله کانونی می‌گویند نقطهٔ کانونی یعنی جایی‌که که شعاع‌های نوری که از لنز گذشته و به طرف محور مرکزی شکسته می‌شوند، جمع می‌شوند.